# (9495) Eminescu
(9495) Eminescu (4177 T-1) – planetoida z grupy pasa głównego asteroid okrążająca Słońce w ciągu 3,23 lat w średniej odległości 2,19 j.a. Odkryta 26 marca 1971 roku.